# Aleksandr Serguéyevich Golovín
Aleksandr Serguéyevich Golovín (en ruso: Алекса́ндр Серге́евич Голови́н; Kaltán, Kémerovo, Rusia, 30 de mayo de 1996) es un futbolista ruso, juega como centrocampista y su equipo es el A. S. Monaco F. C. de la Ligue 1 de Francia.

## Trayectoria
En el año 2013 fue parte del plantel que participó de la primera edición de la Liga Juvenil de la UEFA, en el CSKA de Moscú. Debutó en la competición internacional el 17 de septiembre de 2013, fue titular y vencieron 2-0 al Bayern de Múnich en la fase de grupos. En su tercer partido, el 5 de noviembre, ante el Manchester City, anotó un gol y su equipo ganó 2-1. Llegaron hasta octavos de final, donde perdieron ante el París Saint-Germain. Jugó 6 partidos, anotó 2 goles y dio 2 asistencias.
También estuvo presente en la Liga Juvenil de la UEFA 2014-15, esta vez su equipo no pasó la fase de grupos, ganando tan solo un partido y perdiendo los restantes. Jugó los 6 partidos, anotó un gol y dio dos asistencias.
El técnico Leonid Slutski, del primer equipo del CSKA, lo convocó por primera vez para jugar la segunda ronda de la Copa de Rusia.
Debutó como profesional el 24 de septiembre de 2014, fue titular contra el FC Khimik, jugó 88 minutos, ganaron 2-1 y pasaron de ronda. Utilizó la camiseta número 60, jugó su primer partido con 18 años y 117 días.
El 14 de marzo de 2015 debutó en la Liga Premier, en un 4-0 ante el Mordovia Saransk, ingresando al minuto 72.
Aleksandr jugó 10 partidos en su primera temporada con el CSKA, quedando en el segundo lugar de la Liga Premier 2014-15, y en la Copa llega hasta semifinales.
El 5 de agosto entró en los minutos finales ante el Sparta Praga, en un partido válido por la tercera ronda de clasificación a la Liga de Campeones 2015-16, terminando con victoria por 3-2. El 19 de marzo de 2016 jugó como titular en liga por primera vez, estando 75 minutos en el terreno de juego, en una victoria contra el Kubán Krasnodar por 2-0.
Luego del Mundial de Rusia 2018, fue fichado por el A. S. Monaco por cerca de 30 millones de euros. Posteriormente, su contrato sería renovado hasta el año 2024.

## Selección nacional

### Categorías inferiores
Golovín ha sido parte de la selección de Rusia en las categorías inferiores sub-17, sub-18, sub-19 y sub-21.

#### Participaciones en categorías inferiores
| Competición                                                                | Sede                   | Resultado        | Partidos | Goles |
| -------------------------------------------------------------------------- | ---------------------- | ---------------- | -------- | ----- |
| Ronda Élite para el Campeonato de Europa Sub-17 de la UEFA 2013            | Inglaterra             | Clasificó        | 3        | 0     |
| Campeonato de Europa Sub-17 de la UEFA 2013                                | Eslovaquia             | Campeón          | 5        | 0     |
| Copa Mundial Sub-17 de 2013                                                | Emiratos Árabes Unidos | Octavos de final | 4        | 1     |
| Ronda de clasificación para el Campeonato de Europa Sub-19 de la UEFA 2015 | Irlanda del Norte      | Clasificó        | 3        | 1     |
| Ronda Élite para el Campeonato de Europa Sub-19 de la UEFA 2015            | Suecia                 | Clasificó        | 3        | 1     |
| Campeonato de Europa Sub-19 de la UEFA 2015                                | Grecia                 | Subcampeón       | 5        | 0     |
| Clasificación para la Eurocopa Sub-21 de 2017                              | Europa                 | No clasificó     | 2        | 0     |

### Absoluta
Fue convocado por primera vez a la selección nacional de Rusia para una fecha FIFA de junio, por el técnico Fabio Capello.
Debutó con la absoluta el 7 de junio de 2015, fue en un partido amistoso contra Bielorrusia, utilizó el dorsal número 25, ingresó en el minuto 62 y en el 77' anotó su primer gol con la selección rusa, finalmente ganaron 4-2.
Leonid Slutski, el nuevo técnico de la selección, lo convocó para las primeras fechas FIFA del año, el 26 de marzo de 2016 volvió a jugar con Rusia, ingresó en el segundo tiempo de un partido amistoso contra Lituania, en el minuto 61 anotó un gol y ganaron 3-0.
El 4 de junio de 2018 el seleccionador Stanislav Cherchesov lo incluyó en la lista de 23 para el Mundial. Jugó como titular y llegó hasta los cuartos de final con la selección de Rusia.

#### Participaciones en Copas del Mundo
| Mundial                | Sede  | Resultado        | Partidos | Goles |
| ---------------------- | ----- | ---------------- | -------- | ----- |
| Copa Mundial FIFA 2018 | Rusia | Cuartos de final | 4        | 1     |

#### Participaciones en Eurocopas
| Competición   | Sede    | Resultado      | Partidos | Goles |
| ------------- | ------- | -------------- | -------- | ----- |
| Eurocopa 2016 | Francia | Fase de grupos | 3        | 0     |
| Eurocopa 2020 | Europa  | Fase de grupos | 3        | 0     |

### Detalles de partidos
| Con Rusia | Con Rusia   | Con Rusia | Con Rusia           | Con Rusia     | Con Rusia   | Con Rusia | Con Rusia   | Con Rusia | Con Rusia |
| N.º       | Rival       | Resultado | Fecha               | Lugar         | Competencia | Goles     | Asistencias | Ref.      |           |
| --------- | ----------- | --------- | ------------------- | ------------- | ----------- | --------- | ----------- | --------- | --------- |
| 1         | Bielorrusia | 4:2 (1:0) | 7 de junio de 2015  | Jimki · Rusia | Amistoso    | 77'       | -           | 1         |           |
| 2         | Lituania    | 3:0 (1:0) | 26 de marzo de 2016 | Moscú · Rusia | Amistoso    | 61'       | -           | 2         |           |

## Estadísticas

### Clubes
Actualizado al 5 de abril de 2025.
| Club                        | Div.          | Temporada     | Liga  | Liga  | Liga   | Copas nacionales | Copas nacionales | Copas nacionales | Torneos internacionales | Torneos internacionales | Torneos internacionales | Total | Total | Total  | Media goleadora |
| Club                        | Div.          | Temporada     | Part. | Goles | Asist. | Part.            | Goles            | Asist.           | Part.                   | Goles                   | Asist.                  | Part. | Goles | Asist. | Media goleadora |
| --------------------------- | ------------- | ------------- | ----- | ----- | ------ | ---------------- | ---------------- | ---------------- | ----------------------- | ----------------------- | ----------------------- | ----- | ----- | ------ | --------------- |
| P. F. C. CSKA Moscú · Rusia | 1.ª           | 2014-15       | 7     | 0     | 1      | 3                | 0                | 0                | 0                       | 0                       | 0                       | 10    | 0     | 1      | 0               |
| P. F. C. CSKA Moscú · Rusia | 1.ª           | 2015-16       | 17    | 1     | 0      | 4                | 2                | 0                | 2                       | 0                       | 0                       | 23    | 3     | 0      | 0.13            |
| P. F. C. CSKA Moscú · Rusia | 1.ª           | 2016-17       | 30    | 3     | 4      | 1                | 0                | 0                | 6                       | 0                       | 0                       | 37    | 3     | 4      | 0.08            |
| P. F. C. CSKA Moscú · Rusia | 1.ª           | 2017-18       | 27    | 5     | 4      | 1                | 0                | 0                | 15                      | 2                       | 2                       | 43    | 7     | 6      | 0.16            |
| P. F. C. CSKA Moscú · Rusia | Total club    | Total club    | 81    | 9     | 9      | 9                | 2                | 0                | 23                      | 2                       | 2                       | 113   | 13    | 11     | 0.12            |
| A. S. Monaco F. C. Francia  | 1.ª           | 2018-19       | 30    | 3     | 3      | 2                | 1                | 0                | 3                       | 0                       | 1                       | 35    | 4     | 4      | 0.11            |
| A. S. Monaco F. C. Francia  | 1.ª           | 2019-20       | 25    | 3     | 4      | 5                | 0                | 0                | —                       | —                       | —                       | 30    | 3     | 4      | 0.1             |
| A. S. Monaco F. C. Francia  | 1.ª           | 2020-21       | 21    | 5     | 9      | 5                | 1                | 0                | —                       | —                       | —                       | 26    | 6     | 9      | 0.23            |
| A. S. Monaco F. C. Francia  | 1.ª           | 2021-22       | 27    | 3     | 4      | 2                | 0                | 0                | 11                      | 1                       | 3                       | 40    | 4     | 7      | 0.1             |
| A. S. Monaco F. C. Francia  | 1.ª           | 2022-23       | 34    | 8     | 7      | 1                | 0                | 0                | 10                      | 0                       | 0                       | 45    | 8     | 7      | 0.18            |
| A. S. Monaco F. C. Francia  | 1.ª           | 2023-24       | 25    | 6     | 6      | 2                | 0                | 0                | —                       | —                       | —                       | 27    | 6     | 6      | 0.22            |
| A. S. Monaco F. C. Francia  | 1.ª           | 2024-25       | 19    | 3     | 0      | 1                | 0                | 0                | 9                       | 0                       | 1                       | 29    | 3     | 1      | 0.1             |
| A. S. Monaco F. C. Francia  | Total club    | Total club    | 181   | 31    | 33     | 18               | 2                | 0                | 33                      | 1                       | 5                       | 232   | 34    | 38     | 0.15            |
| Total carrera               | Total carrera | Total carrera | 262   | 40    | 42     | 27               | 4                | 0                | 56                      | 3                       | 7                       | 345   | 47    | 49     | 0.14            |
| 1. 2.                       |               |               |       |       |        |                  |                  |                  |                         |                         |                         |       |       |        |                 |

## Palmarés

### Títulos nacionales
| Título                | Club                | País  | Año  |
| --------------------- | ------------------- | ----- | ---- |
| Liga Premier de Rusia | P. F. C. CSKA Moscú | Rusia | 2016 |

### Distinciones individuales
| Distinción                                                                         | Año  |
| ---------------------------------------------------------------------------------- | ---- |
| Joven de la semana para UEFA (mes de abril, semana #3)                             | 2016 |
| Parte de los 59 mejores futbolistas sub-21 del mundo (#49) según medio FourFourTwo | 2016 |